# Хуторка (Челябинская область)
Ху́торка — село в Увельском районе Челябинской области, центр Хуторского сельского поселения.

## География
Расположено в южной части района, на берегу озера Хуторского. Рельеф — равнина (Западно-Сибирская низменность), ландшафт — лесостепь.
В окрестностях — многочисленные лесные массивы и колки, небольшие озера (Боровое, Виленское, Грузденое, Капральское, Лабзаватое, Чистое, Ямское и др.).
Расстояние до районного центра (посёлок Увельский) — 18 км.

## Население
| 1782 | 1795 | 1873 | 1900 | 1926 | 1970 | 1995 |
| ---- | ---- | ---- | ---- | ---- | ---- | ---- |
| 203  | ↗305 | ↗674 | ↗974 | ↘925 | ↘531 | ↗877 |
| 2002 | 2007 | 2010 |      |      |      |      |
| ↘742 | →742 | ↗774 |      |      |      |      |

## Инфраструктура
Личное подсобное хозяйство.

## Транспорт
Хуторка связана грунтовыми и шоссейными дорогами с соседними населёнными пунктами. 

## Источник
- Энциклопедия «Челябинская область»